# Botryocladia occidentalis
Botryocladia occidentalis (Børgesen) Kylin, 1931  é o nome botânico  de uma espécie de algas vermelhas marinhas pluricelulares do gênero Botryocladia, família Rhodymeniaceae.
São encontradas nas ilhas Bermudas, nas ilhas Canárias,, no Golfo do México, e na costa oeste da Europa.

## Sinonímia
- Chrysymenia uvaria Børgesen, 1920